# Estilo Stick

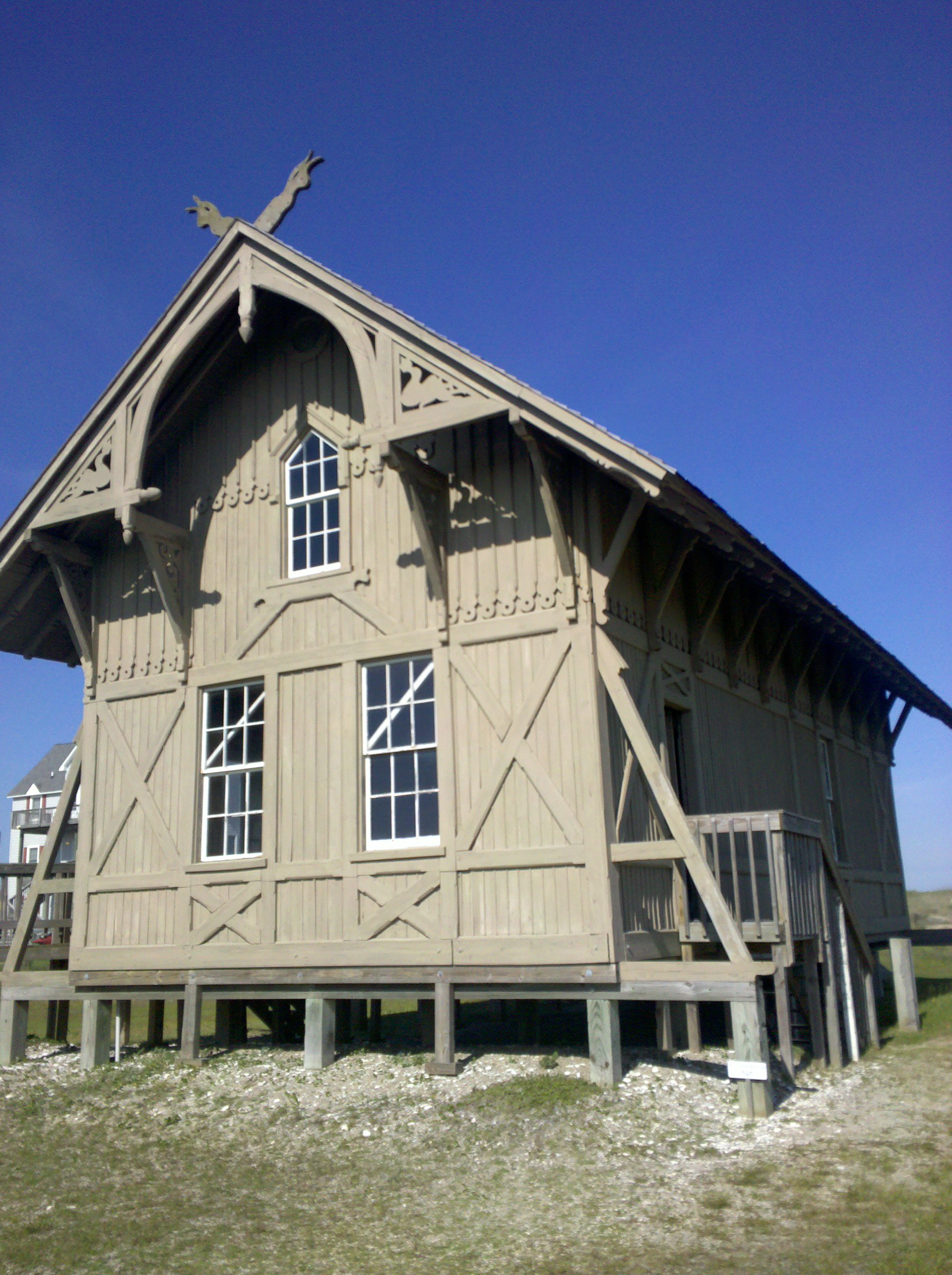
La Estación de Salvamento Chicamacomico de 1874, Rodanthe, Carolina del Norte. Tenga en cuenta el prominente uso visual y de truss de las columnas verticales.

El estilo Stick es un estilo arquitectónico estadounidense de finales del siglo XIX, de transición entre el estilo gótico carpintero de mediados del siglo XIX y el estilo Queen Anne en el que se había convertido en la década de 1890. Lleva el nombre de su uso de "stickwork" lineal (tiras de tableros superpuestos) en las paredes exteriores para imitar un marco de entramado de madera expuesto.

## Características
El estilo buscaba traer una interpretación del encuadre de globos que había ganado popularidad a mediados de siglo, aludiendo a él a través de tablas de moldura lisas, sofitos, delantales y otras características decorativas. La arquitectura estilo palo es reconocible por el diseño relativamente simple, a menudo acentuado con cerchas en los hastiales o tejas decorativas.
La decoración de palos no es estructuralmente significativa, ya que son solo tablones estrechos o proyecciones delgadas aplicadas sobre las tablillas de la pared. Los tablones se cruzan principalmente en ángulo recto y, a veces, también en diagonal, asemejándose al entramado de madera de los edificios medievales, especialmente Tudor.
Se usó comúnmente en casas, estaciones de tren, estaciones de salvamento y otros edificios de la época.
Tiene varias características en común con el estilo Reina Ana posterior: planos de techo que se interpenetran con chimeneas de ladrillo con paneles en negrita, el porche envolvente, detalles de huso, la sección "panelizada" de la pared en blanco, detalles de huso radiante en los picos del hastial. El estilo Eastlake es una derivacion altamente estilizada y decorativa del estilo Stick.

### Stick–Eastlake
Este es un término que utiliza detalles del movimiento Eastlake, iniciado por Charles Eastlake, de artes decorativas en edificios estilo palo. A veces se lo conoce como palo victoriano, una variación de los estilos de palo y Eastlake. Stick-Eastlake disfrutó de una popularidad modesta a fines del siglo XIX, pero hay relativamente pocos ejemplos sobrevivientes del estilo en comparación con otros estilos más populares de la arquitectura victoriana.

## Galería

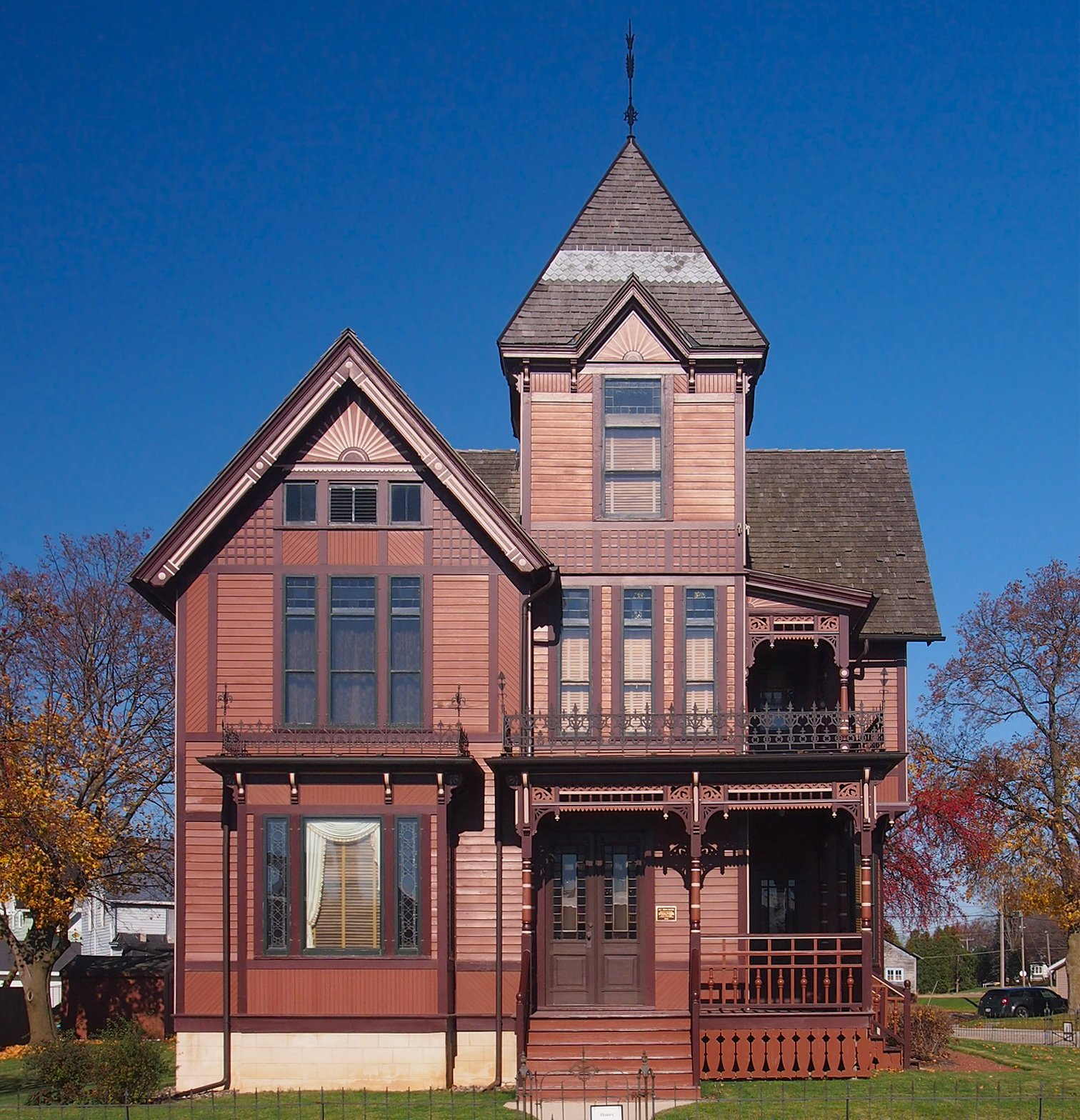
Casa de Herman C. Timm en New Holstein, Wisconsin, tiene una estructura pintada en un marrón más oscuro para contrastar.
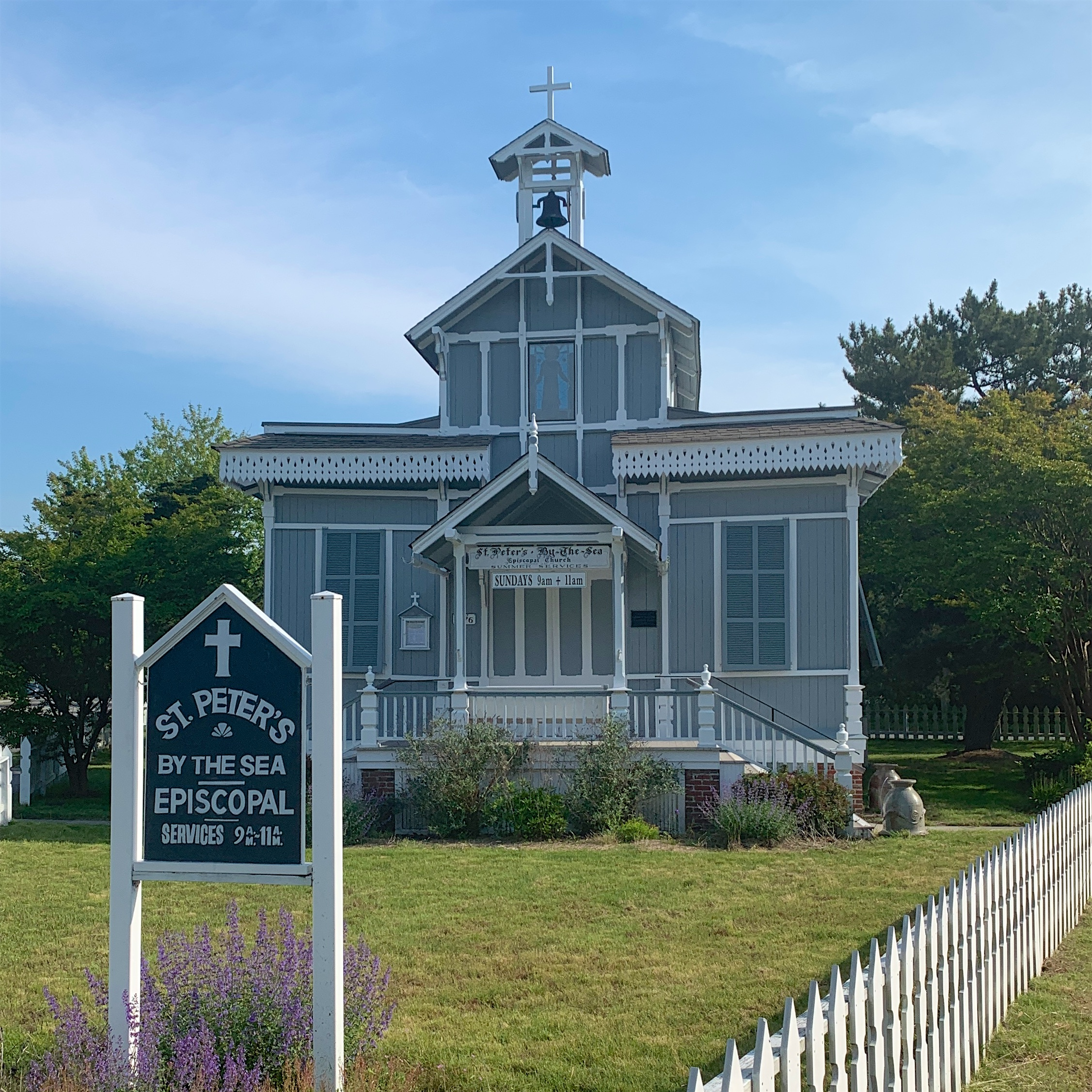
Iglesia Episcopal de Saint Peter's-By-The-Sea, Cape May Point, Nueva Jersey, arquitectura Stick-Eastlake
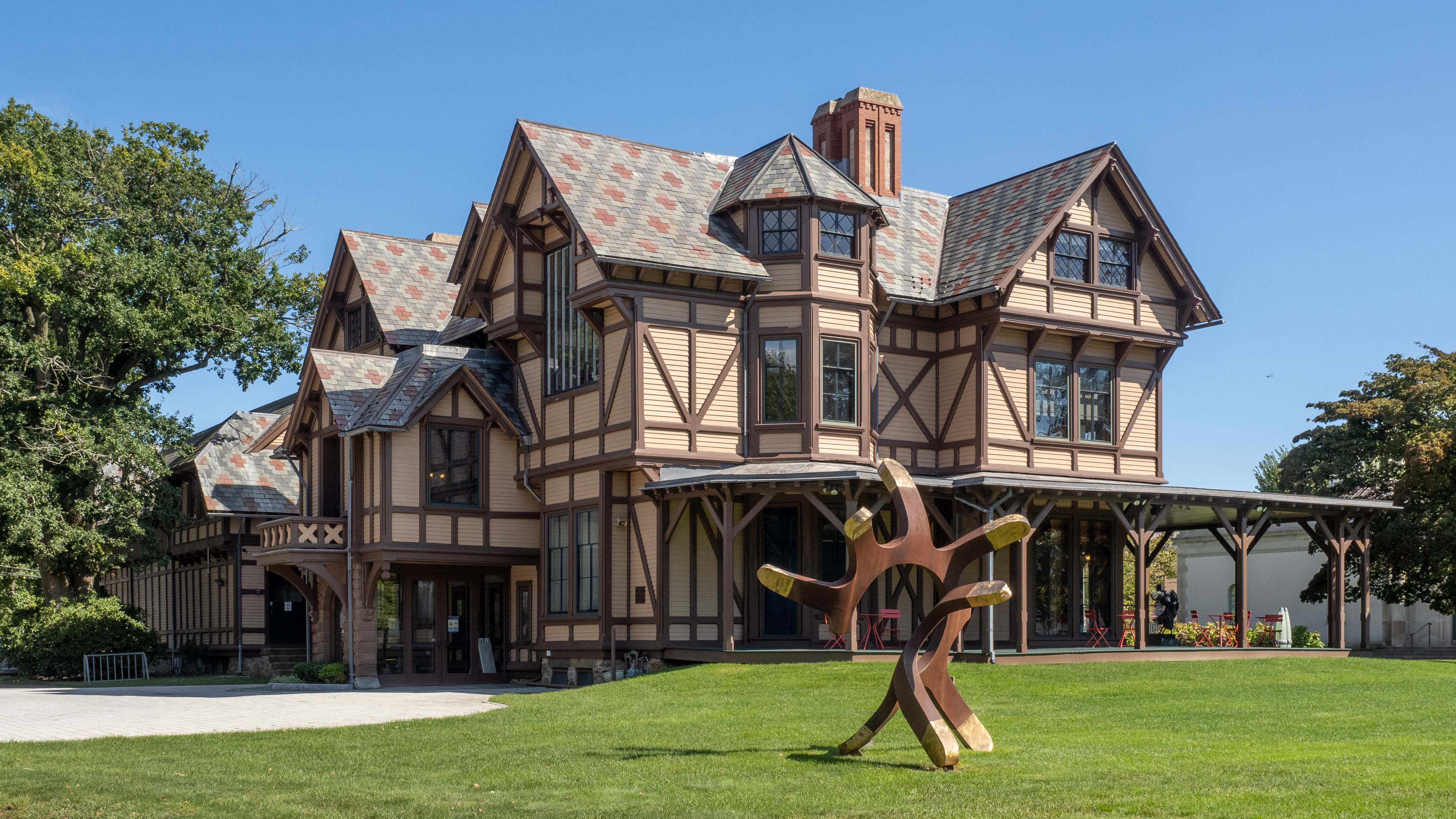
Casa de John NA Griswold en Newport, Rhode Island
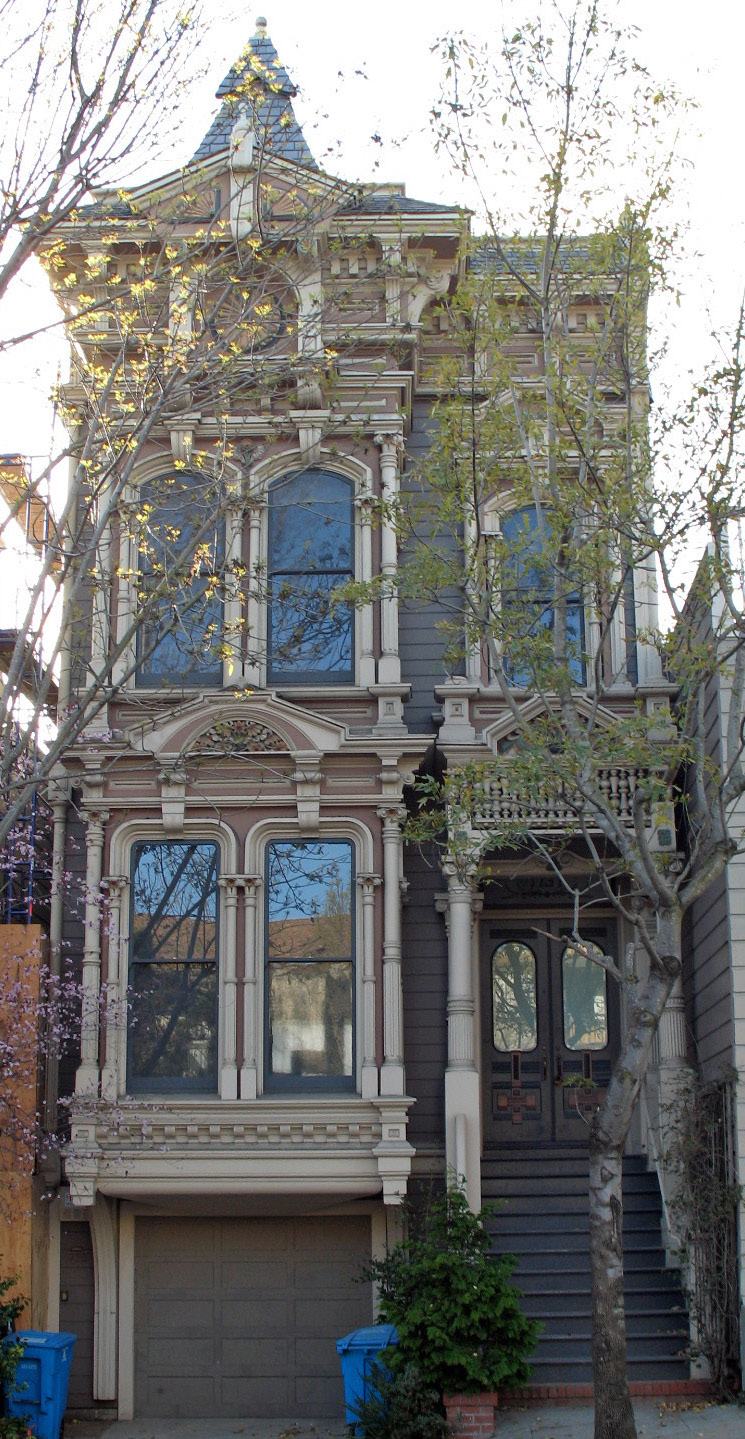
La Casa Vollmer en San Francisco, CA

## Ejemplos
- Capilla de Elkhorn Lodge en Estes Park, CO
- Estación de tren de Chatham en Chatham, Massachusetts
- Estación de pasajeros del ferrocarril Delaware y Hudson (Biblioteca gratuita de Altamont) en Altamont, Nueva York[6]
- Casa de John NA Griswold en Newport, Rhode Island
- Hinds House en Santa Cruz, California
- Depósito de Orfordville en Orfordville, Wisconsin
- Emlen Physick Estate en Cape May, Nueva Jersey
- Granja de John Reichert en Mequon, Wisconsin
- Depósito ferroviario de Swampscott en Swampscott, Massachusetts
- Herman C. Timm House en New Holstein, Wisconsin
- Mansión Robert Dollar (Centro Cultural Falkirk)[7] en San Rafael, California
- Faro de Hereford Inlet en North Wildwood, Nueva Jersey
- Faro de Point Fermin en San Pedro, CA
- Ladd Carriage House en Portland, Oregón
- Biblioteca Howland (Centro Cultural Howland) en Beacon, Nueva York